# Etimoni Timuani
Etimoni Timuani, né le 14 novembre 1991 à Funafuti aux Tuvalu, est un footballeur international et  athlète tuvaluan.

## Biographie
Footballeur et athlète (spécialisé dans le 100 m), il est porte-drapeaux et seul représentant des Tuvalu aux Jeux olympiques de 2016 à Rio de Janeiro. Il termine à la 8e place de sa série des qualifications du 100 mètres masculin.

### Football
Etimoni Timuani joue avec l'équipe des Tuvalu de futsal le Championnat d'Océanie de futsal en mai 2011. Il joua les 4 matchs de son équipe.
Il fait ensuite ses débuts avec l'équipe des Tuvalu de football contre les Samoa, le 22 août 2011. Il joua cinq matchs avec son équipe nationale lors des Jeux du Pacifique de 2011 (contre les Samoa américaines, le Vanuatu, la Nouvelle-Calédonie, les Îles Salomon et Guam).

### Athlétisme
Timuani représente les Tuvalu lors de Jeux du Pacifique de 2015 en Papouasie-Nouvelle-Guinée. Il concourt lors de l'épreuve du 100m et est éliminé dès les séries à cause d'un faux départ. Il court ensuite le 100m aux Championnats du monde d'athlétisme 2015 à Pékin en 11s72 en séries.
Il se qualifie pour les Jeux olympiques de 2016 au 100m. Il y court le 100m en 11s81 et ne se qualifie pas pour la suite de la compétition.
Son record au 100m est 11s72 en 2015 lors des Championnats du monde d'athlétisme.